# Bathinda (district)
Bathinda is een district van de Indiase staat Punjab. Het district telt 1.181.236 inwoners (2001) en heeft een oppervlakte van 3377 km².

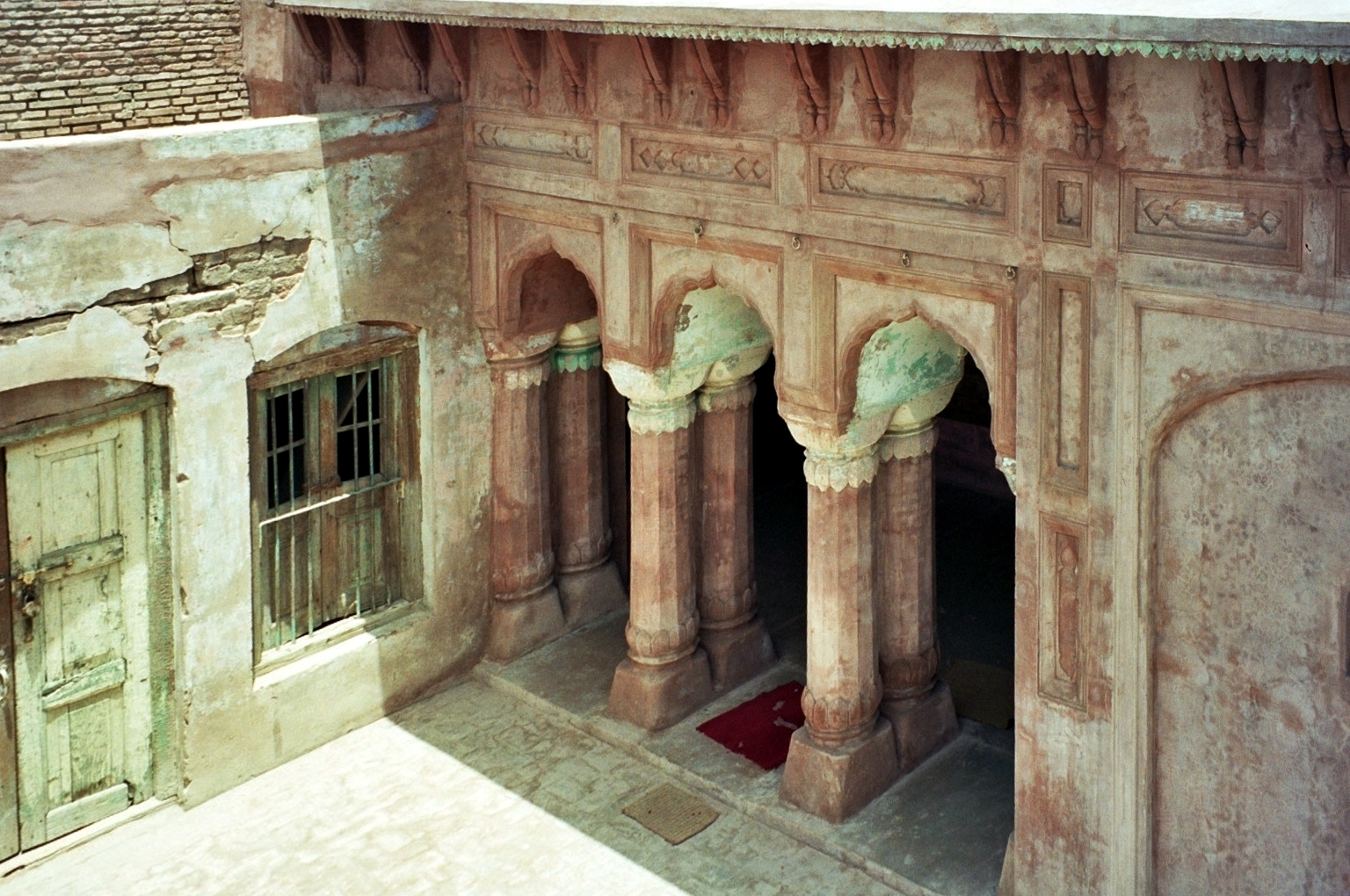
Fort van Bathinda

Amritsar · Barnala · Bathinda · Faridkot · Fatehgarh Sahib · Fazilka · Firozpur · Gurdaspur · Hoshiarpur · Jalandhar · Kapurthala · Ludhiana · Mansa · Moga · Muktsar · Pathankot · Patiala · Rupnagar · Sahibzada Ajit Singh Nagar (Mohali) · Sangrur · Shahid Bhagat Singh Nagar · Tarn Taran